# Dobromil Špinka
Dobromil Špinka (5. února 1920 Zachrašťany – 3. března 1942 Severní moře asi 20 km severozápadně od Terschellingu) byl český palubní radiotelegrafista a střelec 311. československé bombardovací perutě.

## Život

### Před druhou světovou válkou
Dobromil Špinka se narodil 5. února 1920 v Zachrašťanech na Novobydžovsku. Do školy chodil postupně ve Vysočanech a Novém Bydžově, kde se i vyučil na obchodního příručího.

### Druhá světová válka
Po německé okupaci opustil Dobromil Špinka v březnu 1939 Protektorát Čechy a Morava a odešel do Polska, kde se v Krakově přihlásil do zde vznikající československé zahraniční jednotky. V červnu 1940 využil nabídky k odplutí do Francie, kde vstoupil do cizinecké legie, následně působil v alžírském Sidi-Bel-Abbès. Po vypuknutí druhé světové války byl ze závazku uvolněn a 26. září 1939 v Agde zařazen do jednotky ve Francii vznikající Československé armády v zahraničí. Po pádu Francie v červnu 1940 se evakuoval do Spojeného království. Zde se stal příslušníkem Royal Air Force a byl zařazen k výcviku na palubního radiotelegrafistu a střelce. Po jeho ukončení byl v červnu 1941 zařazen k 311. československé bombardovací peruti. Prvního operačního letu se zúčastnil 14. února 1942 nad Mannheim. Dne 3. března téhož roku se zúčastnil náletu na Emden. Nálet o malém počtu strojů sloužil jako klamný, hlavním cílem RAF byly v ten den továrny Renaultu v Paříži. Dobromil Špinka zastával ve stroji Vickers Wellington B Mk.Ic Z1167 KX-A pod velením Karla Danihelky pozici předního palubního střelce. Radiotelegrafista František Janča nahlásil napadení německým nočním stíhačem nad Severním mořem asi dvacet kilometrů severozápadně od ostrova Terschellingu. Poté již o osudu letounu nejsou žádné informace, moře tělo žádného z členů posádky nevydalo. Sestřel si nárokoval Obfw. Paul Gildner. Dosáhl hodnosti četaře.

## Posmrtná ocenění
- Dobromil Špinka byl v roce 1945 in memoriam jmenován podporučíkem Svazu národních střeleckých gard
- Dobromil Špinka byl v roce 1947 in memoriam povýšen do hodnosti štábního rotmistra a v roce 1991 do hodnosti podplukovníka
- Dobromilu Špinkovi byl v roce 1947 in memoriam udělen Československý válečný kříž 1939
- V místě již neexistujícího rodného domu čp. 71 v Zachrašťanech byl Dobromilu Špinkovi v roce 2017 odhalen pomník[1]